# Sycon tuba
Sycon tuba är en svampdjursart som beskrevs av Lendenfeld 1891. Sycon tuba ingår i släktet Sycon och familjen Sycettidae. Inga underarter finns listade i Catalogue of Life.